# Nucený sňatek

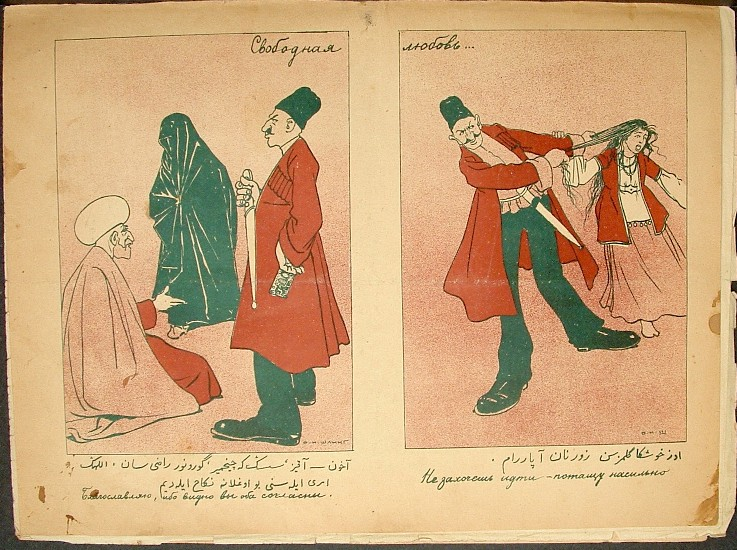
Ázerbájdžánský časopis kritizující praxi nucených sňatků, domácí násilí a sociální a politickou účast žen ve společnosti. Časopis Molla Nasreddin (v ázerbájdžánštině), vydávaný v letech 1906–1931.

Nucený sňatek je manželství, v němž je jedna nebo více stran oddána bez svého souhlasu nebo proti své vůli. Manželství se může stát nuceným manželstvím i v případě, že obě strany do něj vstoupily s plným souhlasem, pokud je jedna nebo obě strany později nucena setrvat v manželství proti své vůli.
Nucený sňatek se liší od dohodnutého sňatku, kdy obě strany pravděpodobně souhlasí s pomocí svých rodičů nebo třetí strany, například dohazovače, při hledání a výběru manžela. K vynucení sňatku se často používá kontinuální nátlak, vynucený fyzickým či psychickým násilím či psychickým nátlakem.
Ačkoli jsou dnes nucené sňatky mezinárodním míněním široce odsuzovány, stále k nim dochází v různých kulturách po celém světě, zejména v některých částech jižní Asie a Afriky. Někteří vědci mají námitky proti používání termínu „vynucené manželství“, protože se odvolává na konsensuální legitimizační jazyk manželství (např. manžel/manželka) pro zkušenost, která je přesně opačná. Byly navrženy různé alternativní termíny, včetně „vynuceného manželského svazku“ a „manželského otroctví“.
Organizace spojených národů považuje nucené sňatky za formu porušování lidských práv, protože porušují zásadu svobody a autonomie jednotlivce. Všeobecná deklarace lidských práv uvádí, že právo člověka vybrat si partnera a svobodně uzavřít manželství je základem jeho života a důstojnosti a jeho rovnosti jako lidské bytosti. Římskokatolická církev považuje vynucené manželství za důvod k jeho anulování – aby bylo manželství platné, musí k němu obě strany dát svobodný souhlas. Doplňková úmluva o zrušení otroctví rovněž zakazuje uzavírání manželství bez práva obou stran odmítnout a požaduje minimální věk pro uzavření manželství, aby se tomu zabránilo. Podobně Mezinárodní organizace práce uznává nucené manželství jako formu moderního otroctví.
V roce 2013 byla přijata první rezoluce Rady OSN pro lidská práva proti dětským, předčasným a nuceným sňatkům. Rezoluce uznává dětské, předčasné a nucené sňatky jako porušení lidských práv, které „brání jednotlivcům žít život bez jakýchkoli forem násilí a které má nepříznivé důsledky na uplatňování lidských práv, jako je právo na vzdělání právo na nejvyšší dosažitelnou úroveň zdraví, včetně sexuálního a reprodukčního zdraví“, a také uvádí, že „odstranění dětských, předčasných a nucených sňatků by mělo být zváženo v rámci diskuse o rozvojové agendě po roce 2015“. Odstranění této škodlivé praxe je jedním z cílů 5. cíle udržitelného rozvoje OSN.

## Historický kontext
Dohodnuté sňatky byly až do 18. století velmi rozšířené po celém světě. Obvykle sňatky domlouvali rodiče, prarodiče nebo jiní příbuzní. Konkrétní praktiky se lišily podle kultury, ale obvykle zahrnovaly právní převod závislosti ženy z jejího otce na ženicha. Hnutí směřující k emancipaci žen v 19. a 20. století vedlo k významným změnám v manželských zákonech, zejména pokud jde o majetkové a ekonomické postavení. V polovině 20. století již mnoho západních zemí přijalo právní předpisy zavádějící právní rovnost mezi manžely v rodinném právu. V období 1975–1979 došlo k zásadní revizi rodinných zákonů v zemích, jako je Itálie, Španělsko, Rakousko, západní Německo a Portugalsko. V roce 1978 přijala Rada Evropy rezoluci (78) 37 o rovnosti manželů v občanském právu. V roce 1978 byla přijata rezoluce (78) 37 o rovnosti manželů v občanském právu. Mezi posledními evropskými zeměmi, které zavedly plnou rovnost pohlaví v manželství, bylo Švýcarsko, Řecko, Španělsko, Nizozemsko a Francie.
Dohodnutý sňatek není totéž co vynucený sňatek– v prvním případě mohou manželé nabídku odmítnout, ve druhém nikoli. Hranici mezi domluveným a vynuceným sňatkem je však často obtížné stanovit vzhledem k implicitnímu rodinnému a společenskému tlaku na přijetí sňatku a poslušnost rodičům ve všech ohledech. Odmítnutí nabídky k sňatku bylo někdy vnímáno jako ponížení budoucího ženicha a jeho rodiny.
Na konci 18. a na počátku 19. století představilo literární a intelektuální hnutí romantismu v Evropě nové a pokrokové myšlenky o manželství z lásky, které se začaly prosazovat ve společnosti. V 19. století se sňatková praxe v Evropě lišila, ale obecně platí, že domluvené sňatky byly častější ve vyšších vrstvách. V Rusku byly domluvené sňatky normou před začátkem 20. století, většinou byly endogamní. Dětské sňatky byly v historii běžné, ale v 19. a 20. století začaly být zpochybňovány. Dětské sňatky jsou často považovány za nucené sňatky, protože děti (zejména ty mladší) nejsou schopny se plně informovaně rozhodnout, zda se vdají, či nikoliv, a často jsou ovlivňovány svou rodinou.
Historicky se nucený sňatek používal také k tomu, aby se zajatec (otrok nebo válečný zajatec) musel začlenit do hostitelské komunity a přijmout svůj osud. Příkladem může být anglický kovář John R. Jewitt, který v letech 1802–1805 strávil tři roky v zajetí kmene Nootka na severozápadním pobřeží Pacifiku. Bylo mu nařízeno, aby se oženil, protože rada náčelníků se domnívala, že žena a rodina ho smíří s tím, že zůstane u svých věznitelů na celý život. Jewitt dostal na výběr mezi nuceným sňatkem pro sebe a trestem smrti pro něj i jeho „otce“ (spoluvězně).
Nucené sňatky praktikovaly také autoritářské vlády jako způsob, jak dosáhnout populačních cílů. Režim Rudých Khmerů v Kambodži systematicky nutil lidi ke sňatkům, aby zvýšil počet obyvatel a pokračoval v revoluci.
V 21. století se nucené sňatky dostaly do popředí zájmu v evropských zemích v souvislosti s imigrací z kultur, v nichž jsou běžné. Istanbulská úmluva zakazuje nucené sňatky (viz článek 37).

### Časová osa zákonů proti nuceným sňatkům
- 1215: Magna Charta zakázala nucené sňatky vdov v Anglii.[22]
- 1724: Petr Veliký podepsal dekret zakazující nucené sňatky v Rusku.[23][24]
- 1734: Švédsko zakázalo nucené sňatky.[25]
- 1804: Napoleonský zákoník zakázal nucené sňatky.[26]
- 1889: Nový zákon v Japonsku vyžadoval souhlas obou manželů se sňatkem, ačkoli souhlas žen byl pravděpodobně až do počátku 20. století vynucován, protože ženy postupně získávaly přístup ke vzdělání a finanční nezávislost.[27]
- 1901: V Zimbabwe byly zakázány nucené sňatky, ale praxe pokračovala skrytě.[28]
- 1917: Osmanské rodinné právo zakázalo nucené sňatky.[26]
- 1926: Trestní zákoník Uzbekistánu kriminalizoval nucené sňatky.[29]
- 1928: Albánie: Občanský zákoník z roku 1928 zakazuje nucené sňatky a dává vdaným ženám právo na rozvod a rovné dědictví.[30]
- 1928: Trestní zákoník Kazachstánu kriminalizoval nucené sňatky.[29]
- 1946: Severní Korea zakázala nucené sňatky a prodej žen.[31]
- 1950: Čína zakázala nucené sňatky prostřednictvím nového manželského zákona.[32]
- 1956: Tunisko zakázalo nucené sňatky.[33]
- 1959: Irák zakázal nucené sňatky.[34]
- 1960: Vietnam zakázal nucené sňatky.[35]
- 1962: Mali zakázalo nucené sňatky.[36]
- 1965: Pobřeží slonoviny zakázalo nucené sňatky.[37]
- 1973: Anglie a Wales: Zákon o manželských věcech z roku 1973 stanoví, že nucené manželství je neplatné.[38]
- 1978: Nová komunistická vláda zakázala nucené sňatky v Afghánistánu.[39]
- 1991: Laos zakázal nucené sňatky.[40]
- 1994: Kyrgyzstán zakázal únos nevěsty s trestem odnětí svobody až na tři roky.[41]
- 1998: Švédsko prohlásilo nucené sňatky za trestný čin.[42]
- 1990: Burkina Faso zakázala nucené sňatky, zákon však není dobře vymáhán a tato praxe je rozšířená.[43]
- 1999: Ghana zakázala nucené sňatky.[44]
- 2003: Norsko zavedlo nucené sňatky jako trestný čin.
- 2004:
  - Benin zakázal nucené sňatky.[45]
  - Maroko zakázalo nucené sňatky.[46]
  - Gruzie zakázala únosy nevěst.[47]
  - Etiopie zakázala nucené a dětské sňatky s trestem odnětí svobody až na 20 let.[48]
- 2005:
  - Saúdská Arábie zakázala nucené sňatky.[49]
  - Německo zavedlo, že nucení k sňatku je trestním činnem.[50]
- 2006:
  - Rakousko kriminalizovalo nucené sňatky.
  - Demokratická republika Kongo zakázala nucené sňatky.[51]
- 2007:
  - Pákistán zavedl zákon zakazující nucené sňatky s trestem odnětí svobody až na tři roky.[52]
  - Sierra Leone zakázala nucené sňatky.[45]
  - Belgie zavedla nucené sňatky jako trestný čin.[42]
  - Togo zakázalo nucené sňatky.[53]
- 2008:
  - Dánsko kriminalizovalo nucené sňatky.[54]
  - Lucembursko kriminalizovalo nucené sňatky.[54]
- 2009: Afghánistán zavedl trestnost nucených sňatků.[55]
- 2010: Francie zavedla, že nucené manželství je přitěžující okolnost jiných trestných činů.
- 2011:
  - Skotsko zavedlo nucené manželství jako trestný čin.[42]
  - Australský soud rozhodl o neplatnosti zahraničního sňatku uzavřeného pod nátlakem.[56]
  - Zambie zakázala nucené sňatky.[57]
- 2013:
  - Australská vláda prohlásila nucení k sňatku za trestný čin.[58]
  - Švýcarsko kriminalizovalo nucené sňatky a zvýšilo trest až na pět let vězení.[59]
  - Maďarsko kriminalizovalo nucené sňatky.[54]
  - Francie kriminalizovala nucení k sňatku v zahraničí.[54]
  - Kyrgyzstán zvýšil trest za únos nevěsty až na 10 let vězení.[41]
- 2014:
  - Vláda Spojeného království zavedla v Anglii, Walesu a Skotsku trestný čin nucení k sňatku.[60]
  - Malta kriminalizovala nucené manželství.[61]
- 2015:
  - Kanada zavedla trestný čin nuceného sňatku, za který hrozí až pět let vězení.[62]
  - Gruzie kriminalizovala nucené sňatky až 400 hodinami veřejných prací nebo až dvěma lety vězení.[47]
- 2016:
  - Gambie zakázala nucené sňatky.[63]
  - Kamerun kriminalizoval nucené sňatky.[64]
  - Nový Zéland kriminalizoval nucené sňatky.[65]
- 2018: Maroko zavedlo trestnost nucených sňatků.[66]
- 2022: Indonésie zakázala nucené sňatky s trestem odnětí svobody až na devět let.[67]